# Terance Mann
Terance Stanley Mann (* 18. Oktober 1996 in Brooklyn, New York City) ist ein US-amerikanischer Basketballspieler, der zurzeit bei den Atlanta Hawks in der NBA unter Vertrag steht.

## Laufbahn

### Highschool
Mann wurde in Brooklyn, New York, geboren, wuchs aber in Lowell (Massachusetts) auf. Seine Mutter, Daynia La-Force, trainierte die Frauenbasketballmannschaft der Rhode Island Rams. Mann selbst spielte in der Highschool für die Tilton School in New Hampshire, dort erzielte er in seinem letzten Jahr (Senior) durchschnittlich 23,1 Punkte und 7,8 Rebounds pro Spiel. Er führte die Schule in jenem Jahr zu 31 Siegen bei lediglich fünf Niederlagen und zur Meisterschaft der Klasse AA der New England Preparatory School Athletic Conference. Hierauf wurde er in das First Team All-NEPSAC gewählt.

### College
Nach der Highschool unterschrieb Mann in der Florida State University bei den sogenannten Seminoles, die mit Sam Cassell bereits einen NBA-All Star hervorgebracht hatte (beide begegneten sich in Manns erstem Profijahr bei den Los Angeles Clippers wieder, da Cassell dort Assistenztrainer war). Mann lehnte dabei Angebote anderer Hochschulen aus Florida und West Virginia ab. In seinem ersten College-Jahr (Freshman) kam Mann durchschnittlich auf 5,2 Punkte bei 17 Minuten pro Spiel. Er spielte dort mit Malik Beasley zusammen. In seinem zweiten Jahr (Sophomore) wurde er zum Kapitän des Teams ernannt und verbesserte sich auf 8,4 Punkte und 4,5 Rebounds pro Spiel. Eine Verletzung der Bauch- und Leistenmuskulatur in der ersten Runde des NCAA-Turniers 2017 verhinderte, dass er in den weiteren Turnierverlauf eingreifen konnte. Im dritten Jahr (Junior) konnte Mann sich erneut steigern und legte durchschnittlich 12,6 Punkte, 5,4 Rebounds und 2,6 Assists pro Spiel auf. In seinem letzten Collegejahr (Senior) konnte er diese Statistiken mit durchschnittlich 11,4 Punkte und 6,5 Rebounds pro Spiel in etwa bestätigen. Er führte das Team zu 29 Siegen bei acht Niederlagen, und man schied erst in der vierten Runde des NCAA-Turniers gegen die Wolverines der University of Michigan aus.
Mann beendete seine Collegezeit als erst dritter Spieler jener Hochschule, der aufsummiert über 1.200 Punkten, 600 Rebounds, 200 Assists und 100 Steals auflegen konnte.

### NBA-Karriere
Mann meldete sich im Jahre 2019 zum NBA-Draft an. In der ersten Runde wurde er von keinem Team ausgewählt, doch in der zweiten Runde entschieden sich die Los Angeles Clippers dafür, Mann in ihr Team aufzunehmen (49. Pick). Nach überzeugenden Auftritten in der Summer League gaben die Clippers im Juli 2019 bekannt, dass Mann mit einem Vertrag für die anstehende Saison ausgestattet werden würde. Am 24. Oktober 2019 gab Mann sein NBA-Debüt. Die Clippers gewannen dabei mit 141:122 gegen die Golden State Warriors. Nach der coronabedingten Ligapause konnte Mann in einem Spiel gegen die Oklahoma City Thunder am 14. August 2020 Karrierehöchstwerte auflegen (25 Punkte, 14 Rebounds und neun Assists in 42 Minuten Spielzeit). In jenem Spiel fehlte ihm lediglich ein Assist zu einem Triple-Double. Die Mannschaft erreichte souverän die Play-offs, schied dort jedoch in den Halbfinalspielen der Western Conference gegen die Denver Nuggets mit 3:4 aus, obwohl man bereits mit 3:1 Siegen in Führung gelegen hatte.
In seiner zweiten NBA-Saison konnte Mann seine Statistiken deutlich verbessern. Die Zahl seiner Einsätze erhöhte sich von 41 auf 67, seine Trefferquoten erhöhten sich und er legte nun durchschnittlich 7,0 (statt wie im Vorjahr 2,4) Punkte pro Spiel auf.

In den Playoffs jener Saison kam Mann allerdings in der ersten Runde gegen die Dallas Mavericks nur sporadisch zum Einsatz, teilweise sogar nur am Ende des bereits entschiedenen Spiels für wenige Sekunden. Lediglich im entscheidenden Spiel 7 brachte er es in 26 Minuten Einsatzzeit auf gute 13 Punkte und 5 Rebounds. Die Clippers setzen sich mit 4:3 durch, obwohl sie zunächst mit 0:2 und dann mit 2:3 nach Spielen zurückgelegen hatten.
In der zweiten Runde traf man auf die Utah Jazz, die in der Regular Season noch als bestes Team der Western Conference abgeschnitten hatten. Schnell lag man erneut mit 0:2 zurück, bevor überragende Leistungen der Superstars Kawhi Leonard und Paul George die Clippers wieder auf 2:2 heranbrachten. Mann kam erneut von der Bank und hatte zunächst lediglich Kurzeinsätze (8 Minuten in Spiel 1, eine Minute in Spiel 2). Nachdem Kawhi Leonard sich jedoch gegen Ende des vierten Spiels jener Serie verletzt hatte, rutschte Mann im fünften Spiel in die Startformation. Dort konnte er mit einer soliden Leistung (13 Punkte) zum Sieg beitragen. Besonders sehenswert war dabei ein Dunk gegen den Defensive Player of the Year der Regular Season, Rudy Gobert.
Im sechsten Spiel war Mann es dann, der zum gefeierten Gamewinner avancierte. Erneut stand er für den weiterhin verletzten Kawhi Leonard in der Startformation. Er legte 39 Punkte auf, davon 20 Punkte im dritten Viertel, wodurch er seine Clippers von zwischenzeitlich 25 auf 3 Punkte Rückstand heranbrachte. Hierbei traf er 7 seiner 10 Dreier-Versuche und schloss das Spiel mit einem überragenden True-Shooting-Wert von 73,9 % ab. Die Clippers siegten mit 131:119, wodurch ihnen zum ersten Mal seit der Gründung der Franchise im Jahre 1970 der Einzug in die Conference Finals gelang. Der Sieg nach einem zwischenzeitlichen Rückstand von 25 Punkten stellte dabei das größte Comeback in den vergangenen 25 Jahren in einem Sieg dar, der eine Playoff-Serie beendete. Außerdem wurden die Clippers hierdurch zum ersten Team in der NBA-Geschichte, das zwei 0:2-Rückstände innerhalb einer Postseason noch drehen konnte.
Einen neuen persönlichen Bestwert der Regular Season von 31 Punkten legte Mann am 15. Januar 2023 bei einem Sieg gegen die Houston Rockets auf.
Am 7. Februar 2025 wurde Mann zusammen mit Nah´Shon Hyland für Bogdan Bogdanović und drei Zweitrundenpicks zu den Atlanta Hawks getradet.

## Karriere-Statistiken

### College
| Saison  | Team          | GP  | GS  | MPG  | FG % | 3P % | FT % | RPG | APG | SPG | BPG | PPG  |
| ------- | ------------- | --- | --- | ---- | ---- | ---- | ---- | --- | --- | --- | --- | ---- |
| 2015–16 | Florida State | 34  | 0   | 17.0 | .584 | .308 | .458 | 3.7 | 0.9 | 0.6 | 0.2 | 5.2  |
| 2016–17 | Florida State | 35  | 34  | 25.0 | .576 | .304 | .663 | 4.5 | 1.7 | 1.0 | 0.2 | 8.4  |
| 2017–18 | Florida State | 34  | 31  | 29.2 | .568 | .250 | .655 | 5.4 | 2.6 | 0.9 | 0.3 | 12.6 |
| 2018–19 | Florida State | 37  | 36  | 31.7 | .505 | .390 | .790 | 6.5 | 2.5 | 0.7 | 0.3 | 11.4 |
| Gesamt  | Gesamt        | 140 | 101 | 25.9 | .552 | .327 | .670 | 5.1 | 1.9 | 0.8 | 0.2 | 9.4  |

### NBA

#### Reguläre Saison
| Saison  | Team         | GP  | GS  | MPG  | FG % | 3P % | FT % | RPG | APG | SPG | BPG | PPG  |
| ------- | ------------ | --- | --- | ---- | ---- | ---- | ---- | --- | --- | --- | --- | ---- |
| 2019–20 | LA. Clippers | 41  | 6   | 8.8  | .468 | .350 | .667 | 1.3 | 1.3 | 0.3 | 0.1 | 2.4  |
| 2020–21 | LA. Clippers | 67  | 10  | 18.9 | .509 | .418 | .830 | 3.6 | 1.6 | 0.4 | 0.2 | 7.0  |
| 2021–22 | LA. Clippers | 81  | 33  | 28.6 | .484 | .365 | .780 | 5.2 | 2.6 | 0.7 | 0.3 | 10.8 |
| 2022–23 | LA. Clippers | 81  | 36  | 23.1 | .519 | .389 | .780 | 3.4 | 2.3 | 0.5 | 0.3 | 8.8  |
| 2023–24 | LA. Clippers | 75  | 71  | 25.0 | .515 | .348 | .832 | 3.4 | 1.6 | 0.6 | 0.2 | 8.8  |
| Gesamt  | Gesamt       | 345 | 156 | 22.3 | .503 | .373 | .793 | 3.6 | 1.9 | 0.5 | 0.2 | 8.2  |

#### Play-offs
| Saison  | Team         | GP | GS | MPG  | FG % | 3P % | FT %  | RPG | APG | SPG | BPG | PPG  |
| ------- | ------------ | -- | -- | ---- | ---- | ---- | ----- | --- | --- | --- | --- | ---- |
| 2019–20 | LA. Clippers | 13 | 0  | 2.1  | .400 | .000 | —     | 0.5 | 0.1 | 0.1 | 0.0 | 0.3  |
| 2020–21 | LA. Clippers | 19 | 6  | 19.9 | .519 | .432 | .714  | 2.7 | 0.7 | 0.5 | 0.3 | 7.6  |
| 2022–23 | LA. Clippers | 5  | 0  | 26.6 | .576 | .474 | .667  | 3.2 | 2.2 | 0.8 | 0.2 | 10.6 |
| 2023–24 | LA. Clippers | 6  | 6  | 31.2 | .413 | .455 | 1.000 | 5.0 | 1.8 | 0.0 | 0.0 | 9.3  |
| Gesamt  | Gesamt       | 43 | 12 | 16.9 | .500 | .438 | .714  | 2.4 | 0.9 | 0.3 | 0.1 | 6.0  |